# Quercus lenticellata
Quercus lenticellata là một loài thực vật có hoa trong họ Cử. Loài này được Barnett miêu tả khoa học đầu tiên năm 1938.